# Ямабе Канае
Канае Ямабе (яп. 山部 佳苗; нар. 22 вересня 1990, Саппоро, Префектура Хоккайдо, Японія) — японська дзюдоїстка, бронзова призерка Олімпійських ігор 2016 року.

## Виступи на Олімпіадах
| Олімпіада | Дисципліна  | Місце |
| --------- | ----------- | ----- |
| Ріо 2016  | Понад 78 кг | 3     |